# Enumeratio Diagnostica Cactearum
Enumeratio Diagnostica Cactearum (abreviado Enum. Diagn. Cact.) es un libro con ilustraciones y descripciones botánicas que fue escrito por el médico, botánico, briólogo y malacólogo alemán Ludwig Georg Karl Pfeiffer. Fue publicado en el año 1837 con el nombre de Enumeratio Diagnostica Cactearum hucusque Cognitarum. Berolini.